# Karl Rebhahn
Karl Rebhahn (* 27. Dezember 1912; † 2005) war ein österreichischer Architekt. Er war von 1964 bis 1970 Präsident der Künstlervereinigung MAERZ, danach Ehrenpräsident. Er war Honorarprofessor, Ehrenmitglied der Universität für künstlerische und industrielle Gestaltung Linz und ab 1991 Ehrenpräsident des Förderungsvereins der Kunstuniversität Linz.

## Leben und Wirken
Rebhahn studierte an der Akademie der bildenden Künste Wien Malerei bei Ferdinand Andri und Architektur bei Clemens Holzmeister, dozierte an der Technischen Hochschule Linz-Wilhering im Stift Wilhering und promovierte an der Technischen Hochschule Graz. Ab 1943 bzw. 1947 war er als Architekt in Linz selbständig. Er war ab 1953 mit der 2012 verstorbenen Edith Rebhahn verheiratet und Vater zweier Kinder.
Während seiner Präsidentschaft (1964 bis 1970) erhielt die Künstlervereinigung MAERZ am Linzer Taubenmarkt von 1968 bis 2003 eine dauerhafte Bleibe und adäquate Ausstellungsräume für seine Galerie.

## Werke

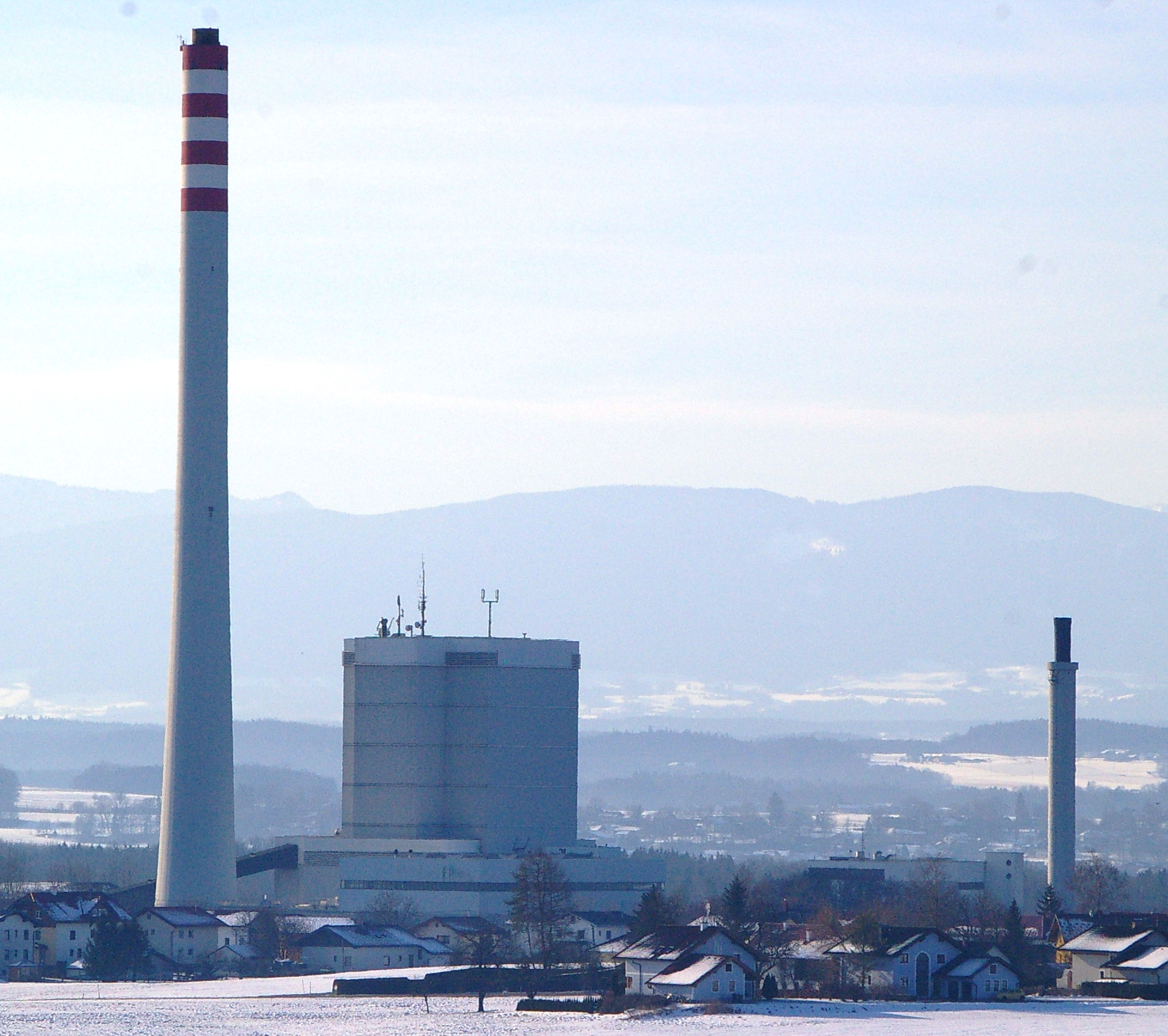
Wärmekraftwerk Riedersbach, Architekt: Karl Rebhahn

Rebhahn zeichnet für den Stadtverbauungsplan Enns (1951) und den Umbau der Domgasse 12 (ehemaliges Jesuitenseminar) in Linz  (1953/1955) verantwortlich, ebenso für die Errichtung des Kinderkrankenhauses Linz mit Kapelle (1956) und das Landesinvalidenamt (1961), die Bundespolizeidirektion Nietzschestraße 33 (1981) sowie diverse Wohnbauten von Wohnungsgesellschaften.
Die Kraftwerksbauten an der Enns (Großraming 1942 bis 1956, Garsten – St. Ulrich 1965 bis 1970), an der Traun (Gmunden 1964 bis 1971, Pucking 1984 bis 1986) sowie das kalorische Kraftwerk Riedersbach (1981 bis 1988) entstanden nach seinen Plänen.
- 1968–1970 Pfarrkirche Neuhofen an der Krems, Zubau an der Alten Pfarrkirche und am Pfarrhof
- 1981–1988 Kraftwerk Riedersbach

## Ausstellung
- Thomas Moser (Kurator): Linz im Wiederaufbau. Zur oberösterreichischen Architektur der 50er und 60er-Jahre, Architekturforum Oberösterreich (2001)

## Auszeichnungen
- Kunstwürdigungspreis der Stadt Linz für Architektur (1994)[2]